# Grupo Antolin
Antolin est une entreprise multinationale espagnole, leader dans le développement, la conception et la fabrication d'équipements intérieurs pour l'industrie automobile tels que toits, portes, éclairage, tableaux de bord et systèmes électroniques. Elle a été fondée en 1950 à Burgos, en Espagne, par les frères José et Avelino Antolín. Le groupe est actuellement dirigé par Ernesto Antolín Arribas, fils d'Avelino et président, et María Helena Antolín Raybaud, fille de José et vice-présidente.

## Histoire
À l'origine, l'entreprise était un atelier de réparation de véhicules et de machines agricoles installé à Burgos, en Espagne. En 1950, les frères José Antolín et Avelino Antolín inventent une rotule de direction munie d'une pièce en caoutchouc insérée dans celle en métal, permettant ainsi de prolonger la durée de vie de ce composant et donc d'améliorer la sécurité. En 1959, ils créent l'entreprise Ansa spécialisée dans la fabrication de rotules de direction et de suspension.

## Implantations

### France
Antolin dispose de cinq sites en France.
À Besançon, dans le département du Doubs, Antolin est présent depuis 2012 après avoir racheté l'entreprise CML Innovative Technologies. Ce site est spécialisé dans la fabrication de systèmes d'éclairage d'ambiance intérieure. En 2023, le groupe y a inauguré une nouvelle usine de 21 000 m2, représentant un investissement de 34 millions d'euros au sein de la technopole Temis pour regrouper sur un même site près de 400 salariés,,.
À Raillencourt-Sainte-Olle, dans l'agglomération de Cambrai (département du Nord), l'entreprise est présente depuis 2002 et fabrique des panneaux pour l'intérieur des portes de voitures,,.
À Hénin-Beaumont, dans le département du Nord, l'usine Antolin fabrique des garnitures de pavillons (toits) et emploie environ 150 personnes.
À Rupt-sur-Moselle, dans le département des Vosges, une usine du groupe emploie 170 salariés dans la fabrication de pare-soleils. Cet établissement adhère au pôle de compétitivité Véhicule du futur.
À Guyancourt, dans le département des Yvelines, se trouve le siège du groupe pour la France.